# روبرت غوتشالك
روبرت غوتشالك (بالإنجليزية: Robert Gottschalk)‏ هو مخترِع أمريكي، ولد في 12 مارس 1918 في شيكاغو في الولايات المتحدة، وتوفي في 3 يونيو 1982 في لوس أنجلوس في الولايات المتحدة.

## وصلات خارجية
- روبرت غوتشالك على موقع إن إن دي بي (الإنجليزية)